# Sabaria squalidaria
Sabaria squalidaria är en fjärilsart som beskrevs av Achille Guenée 1858. Sabaria squalidaria ingår i släktet Sabaria och familjen mätare. Inga underarter finns listade.